# Heike Sudmann

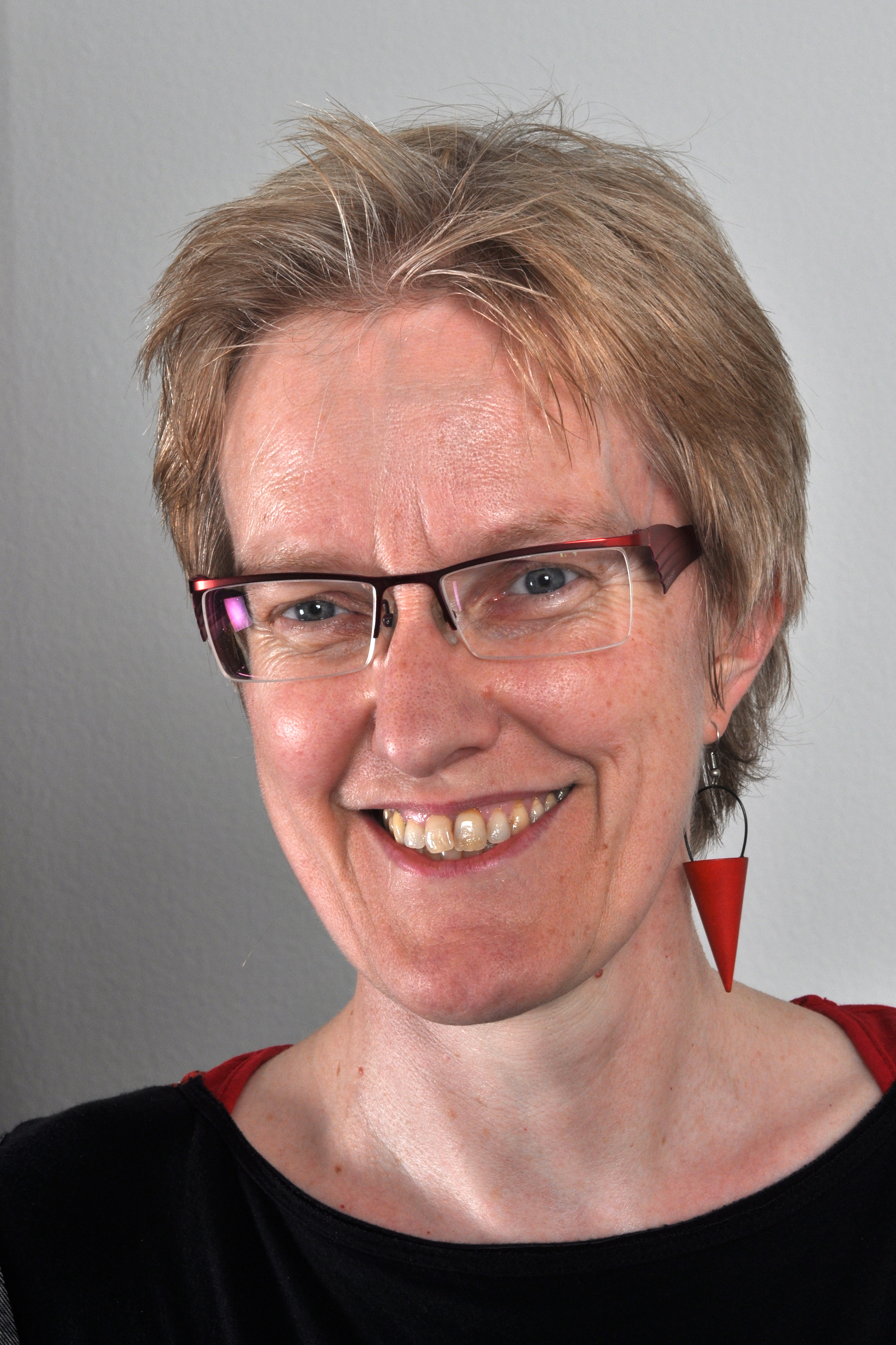
Heike Sudmann 2011

Heike Sudmann (* 1. Mai 1962 in Sulingen) ist eine Hamburger Politikerin (Grün-Alternative Liste, Regenbogen und Die Linke).

## Leben
Sudmann kam 1982 nach Hamburg und machte eine Verwaltungsausbildung. Es folgte ein Studium Fachrichtung Städtebau/Städteplanung, dieses schloss sie als Diplomverwaltungswirtin und Stadtplanerin ab. 
Von 1993 bis 2001 war Sudmann Mitglied der Hamburgischen Bürgerschaft. Sie saß für die GAL-Fraktion unter anderem im Stadtentwicklungsausschuss. Sie war trotz ihres Mandats nicht Mitglied der GAL.
Im Mai 1999 verließ Sudmann zusammen mit Susanne Uhl, Norbert Hackbusch, Lutz Jobs und Julia Koppke aus Protest gegen die deutsche Beteiligung am Kosovokrieg die GAL-Fraktion. Sie gründeten die parlamentarische Gruppe „Regenbogen“, aus der später die Wählervereinigung Regenbogen – Für eine neue Linke entstand. Sudmann selber übernahm die Aufgabe als Sprecherin der Gruppe. 2001 und 2004 war Sudmann Spitzenkandidatin der Wählervereinigung. Sie konnte aber mit ihrer Partei bei beiden Wahlen nicht den Sprung ins Parlament schaffen. 2001 erlangte die Partei 1,7 %, 2004 dann 1,1 % der Wählerstimmen.
Für die Wahl zur Hamburger Bürgerschaft 2008 kandidierte Heike Sudmann als parteilose Kandidatin auf Platz 11 der Liste Die Linke; sie zog zwar nicht in das Parlament ein, war aber Deputierte in der Behörde für Stadtentwicklung und Umwelt. Bei der Wahl 2011 und 2015 errang sie ein Mandat über die Landesliste dieser Partei. Erst 2013 wurde sie Mitglied der Partei Die Linke.
Sudmann war aktives ÖTV-Mitglied und zudem von 1988 bis 1991 ehrenamtliche Frauenbeauftragte im Bezirksamt Hamburg-Nord. Sie ist Ver.di-Vertrauensfrau in der Bildungsbehörde und seit Sommer 2006 Mitglied im dortigen Personalrat. Seit 2004 arbeitet sie als Referentin in der Bauabteilung der Bildungsbehörde.
Seit dem 7. März 2011 ist sie wieder Mitglied der Hamburgischen Bürgerschaft.
Sudmann zog am 23. Februar 2020 erneut in die Hamburgische Bürgerschaft ein. 2025 zog sie erneut in die Bürgerschaft ein. Anschließend wurde sie gemeinsam mit David Stoop zur Vorsitzenden der dortigen Linksfraktion gewählt.